# رایان خمیس
رایان خمیس (عربی: ريان خميس؛ زادهٔ ۷ آوریل ۱۹۹۸) بازیکن فوتبال اهل فرانسه است.
از باشگاه‌هایی که در آن بازی کرده‌است می‌توان به باشگاه فوتبال نیم المپیک اشاره کرد.